# Godło Kabardo-Bałkarii
Godło Kabardyno-Bałkarii zostało przyjęte przez parlament Republiki Kabardyno-Bałkarii 4 sierpnia 1994 r. 

Przedstawia ono wizerunek złotego orła z głową obróconą w prawo, na tarczy barwy czerwonej. Na piersi orła znajduje się tarcza przedzielona na pół, a w jej górnej części przedstawiony jest złoty wizerunek góry Elbrus na tle niebieskiego nieba, zaś w dolnej - złota roślina (трехлистник) na zielonym tle. 

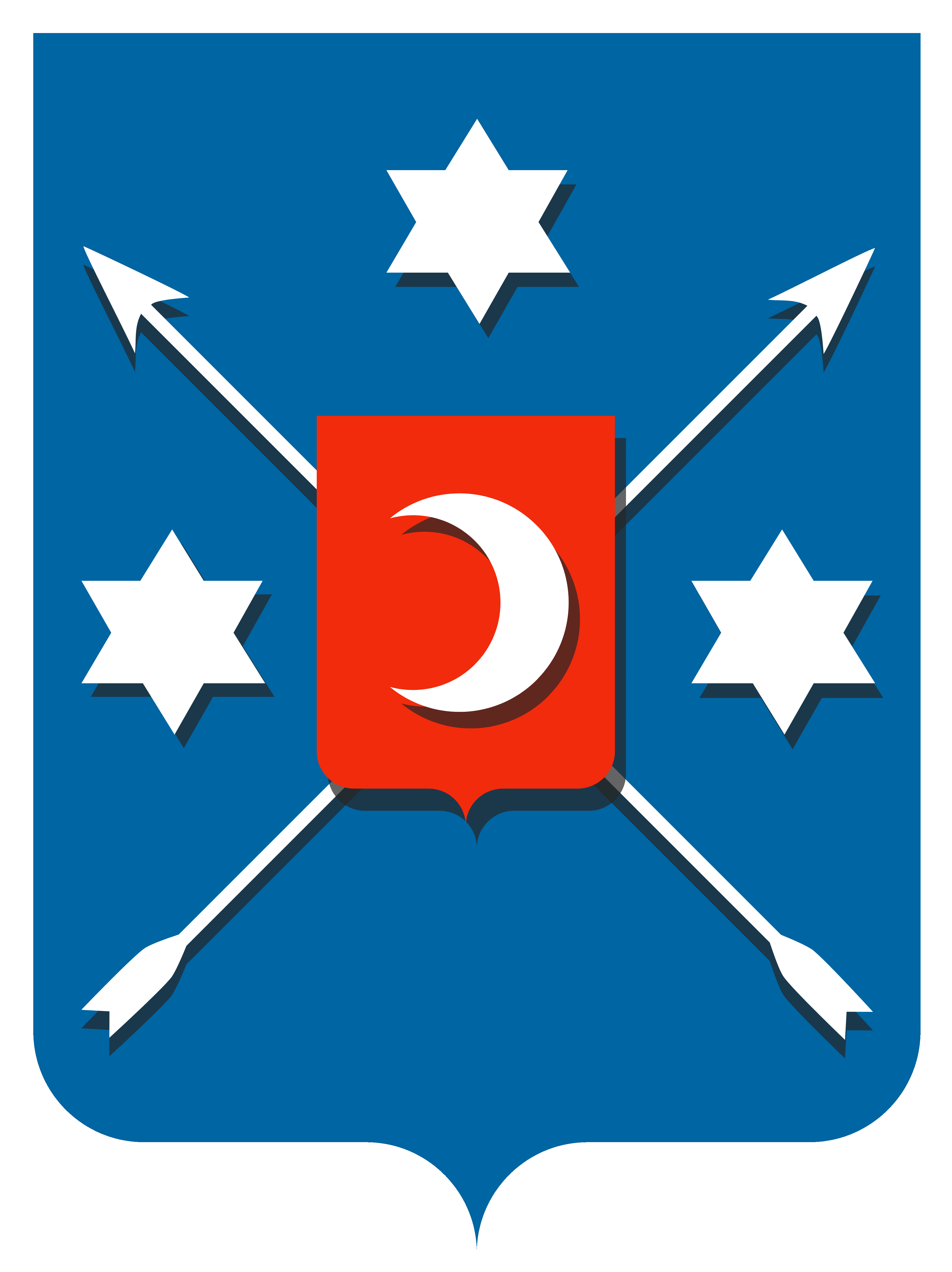
Herb Kabardii obecny w herbie Imperium Rosyjskiego